# Anna Girò
Anna Girò (1710/1711 – po roce 1748), též Anna Giraud La Mantovana, vlastním jménem Anna Maddalena Teseire, byla italská pěvkyně. Je známá díky spolupráci s hudebním skladatelem Antoniem Vivaldim, který pro ni napsal množství oper.

## Život a kariéra

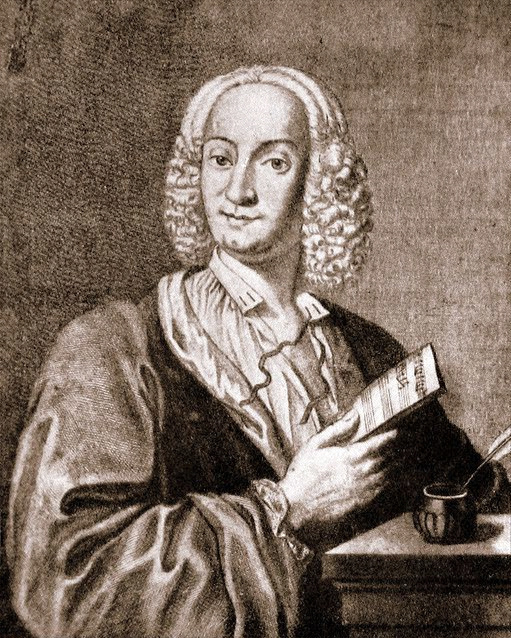
Antonio Vivaldi

Narodila se okolo roku 1710, není známo kde. Velkou část svého dětství strávila v Mantově, kterou ve 12 letech opustila a vydala se do Benátek. Byla jedinou dcerou francouzského parukáře Pietra a jeho ženy Bartolomey Tessieri. Oba manželé měli ještě děti z předešlého manželství. Pietro měl dva syny a Bartolomea měla dceru jménem Paolina Trevisan, všichni sourozenci byli starší než Anna. Někteří historici uvažují o tom, že Paolina nebyla Aninou sestrou, nýbrž matkou.[zdroj?] V Benátkách začala studovat u Thomase Albinoniho. V roce 1724 vystupovala v Benátkách v Albinoniho opeře vedle Chiari Orlandi, také Albinoniho studentky.
Okolo roku 1725/1726 se stala studentkou a společnicí Antonia Vivaldiho a společně se svou sestrou se stala pravidelnou součástí jeho doprovodu. V roce 1927 poprvé vystoupila v jeho opeře Farnace.
Přesné detaily jejich vztahu jsou nejasné, ale je jisté, že Anna byla pravděpodobně nejbližší osobou jeho rodiny. O jejich vztahu se hodně diskutovalo a církev jejich vztah hodně napadala. Nesrovnával se s celibátem, který Vivaldi musel dodržovat jakožto kněz. Kardinál Tommaso Rufo nepovolil Vivaldimu odjet do Ferrary a uvést tam svou operu, aby se tam nesetkal s Annou, která ve Ferraře právě pobývala. Skladatel v dopise příteli píše: "Dělat operu bez Giró je nemožné, protože nelze nalézt podobnou primadonu. Dělat operu beze mne, to nemohu dopustit." Poté pokračuje: "Co mne nejvíce uráží, je skutečnost, že Jeho Eminence Rufo ty ubohé ženy (Annu a její sestru Paolinu Giró) zatěžuje poskvrnou, jakou svět nikdy na nich neviděl. Čtrnáct let jsme společně cestovali mnoha evropskými městy, a všude byla jejich počestnost obdivována; také pro Ferraru to platí. Tyto ženy jsou mi velkou oporou, protože znají všechny mé vady. To jsou skutečnosti, které zná takřka celá Evropa." Vivaldi se k jejich vztahu vyjádři poté ještě jednou v dopise, kde uvedl, že je "čistě umělecký." Po dvacet let mu zůstala oddaná, objevovala se téměř v každé jeho opeře a zůstala s ním i při jeho pádu a náhlé smrti v roce 1741.
Pokračovala ve své úspěšné kariéře až do roku 1748. Pak ze své funkce zpěvačky odstoupila a vdala se 20. srpna 1748 za hraběte Antonia Mariu Zanardini Landiho. Po smrti Vivaldiho kromě toho, že se Anna provdala a do roku 1748 ještě vystupovala, již o ní ani Paolině nejsou žádné další zmínky.

## Zajímavosti
V pochvalném listu její zpěv srovnávali "s milostnou harmonií, neboť povznáší k nebesům. Pohled umělkyně vyjadřuje sladké utrpení srdcí. Je jako slunce, které propůjčuje svým paprskem ozdobu a krásu. Ani slavík nepřináší zprávu o lásce, tak jako zpěv dojímající každou duši, jenž má tisíce kouzel a rozkoší."[zdroj?] Také Vivaldi si vysoce cenil jejího umění. Byla dokonalou jevištní umělkyní, vystihla charakter každé postavy, možná, že její umění herecké stálo výše než její zpěv. V každém případě Vivaldi vybíral každý text, psaný v libretech, tak, aby vyhovoval postavě, kterou měla Anna Giró ztvárnit. Anna Giró bývala se sestrou zpravidla doma, a tak ji často Vivaldi povolal, aby jej podporovala v jeho skladatelské činnosti, dokonce jej obdivovala. Měla prý hezké oči, upravené vlasy, v pase byla hubená a svou ušlechtilostí prý působila na muže. Přitom však nebyla vysloveně krásná. Vivaldi pro ni psal árie, které vyjadřovaly vášně, vnitřní pohyb, dění, což vyžadovalo interpretačně proměnlivý výraz zprostředkovaný vhodnou gestikou a mimikou.
Navštívila za svůj život rozmanitá města. V některých se zdržela tři roky, v jiných dva, v některých zase jen šest, pět nebo tři měsíce. Vždy ji provázela sestra.[zdroj?]